# هوجو ساداتوکی
هوجو ساداتوکی ((به ژاپنی: 北条 貞時 Hōjō Sadatoki)؛ ۱۴ ژانویه ۱۲۷۲ – ۶ دسامبر ۱۳۱۱) نهمین شیکّن در شوگون‌سالاری کاماکورا، توکوسو و رهبر شاخه اصلی خاندان هوجو اهل ژاپن بود. وی پسر ارشد هشتمین شیکن هوجو توکیمونه بود.